# Seminole County (Florida)
Das Seminole County ist ein County im Bundesstaat Florida der Vereinigten Staaten. Der Verwaltungssitz (County Seat) ist Sanford.

## Geschichte
Das Seminole County wurde am 25. April 1913 aus Teilen des Orange County gebildet. Benannt wurde es nach den ehemals hier lebenden Seminolen.

## Geographie
Das County hat eine Fläche von 893 Quadratkilometern, wovon 95 Quadratkilometer Wasserfläche sind. Es grenzt im Uhrzeigersinn an folgende Countys: Volusia County, Orange County und Lake County. Zusammen mit den Countys Lake, Orange und Osceola bildet das County die Metropolregion Greater Orlando.

## Demografische Daten
Nach der Volkszählung im Jahr 2010 lebten im Seminole County 422.718 Menschen in 181.231 Haushalten. Die Bevölkerungsdichte betrug 529,7 Einwohner pro Quadratkilometer. Ethnisch betrachtet setzte sich die Bevölkerung zusammen aus 78,2 % Weißen, 11,1 % Afroamerikanern, 0,3 % Indianern und 3,7 % Asian Americans. 3,7 % waren Angehörige anderer Ethnien und 2,9 % verschiedener Ethnien. 17,1 % der Bevölkerung bestand aus Hispanics oder Latinos.
Im Jahr 2010 lebten in 33,5 % aller Haushalte Kinder unter 18 Jahren sowie 22,4 % aller Haushalte Personen mit mindestens 65 Jahren. 67,0 % der Haushalte waren Familienhaushalte (bestehend aus verheirateten Paaren mit oder ohne Nachkommen bzw. einem Elternteil mit Nachkomme). Die durchschnittliche Größe eines Haushalts lag bei 2,55 Personen und die durchschnittliche Familiengröße bei 3,05 Personen.
25,8 % der Bevölkerung waren jünger als 20 Jahre, 26,8 % waren 20 bis 39 Jahre alt, 29,8 % waren 40 bis 59 Jahre alt und 17,6 % waren mindestens 60 Jahre alt. Das mittlere Alter betrug 38 Jahre. 48,4 % der Bevölkerung waren männlich und 51,6 % weiblich.
Das jährliche Durchschnittseinkommen eines Haushalts betrug 58.577 USD, dabei lebten 10,8 % der Bevölkerung unter der Armutsgrenze.
Im Jahr 2010 war englisch die Muttersprache von 81,85 % der Bevölkerung, spanisch sprachen 12,52 % und 5,63 % hatten eine andere Muttersprache.

## Kultur und Sehenswürdigkeiten

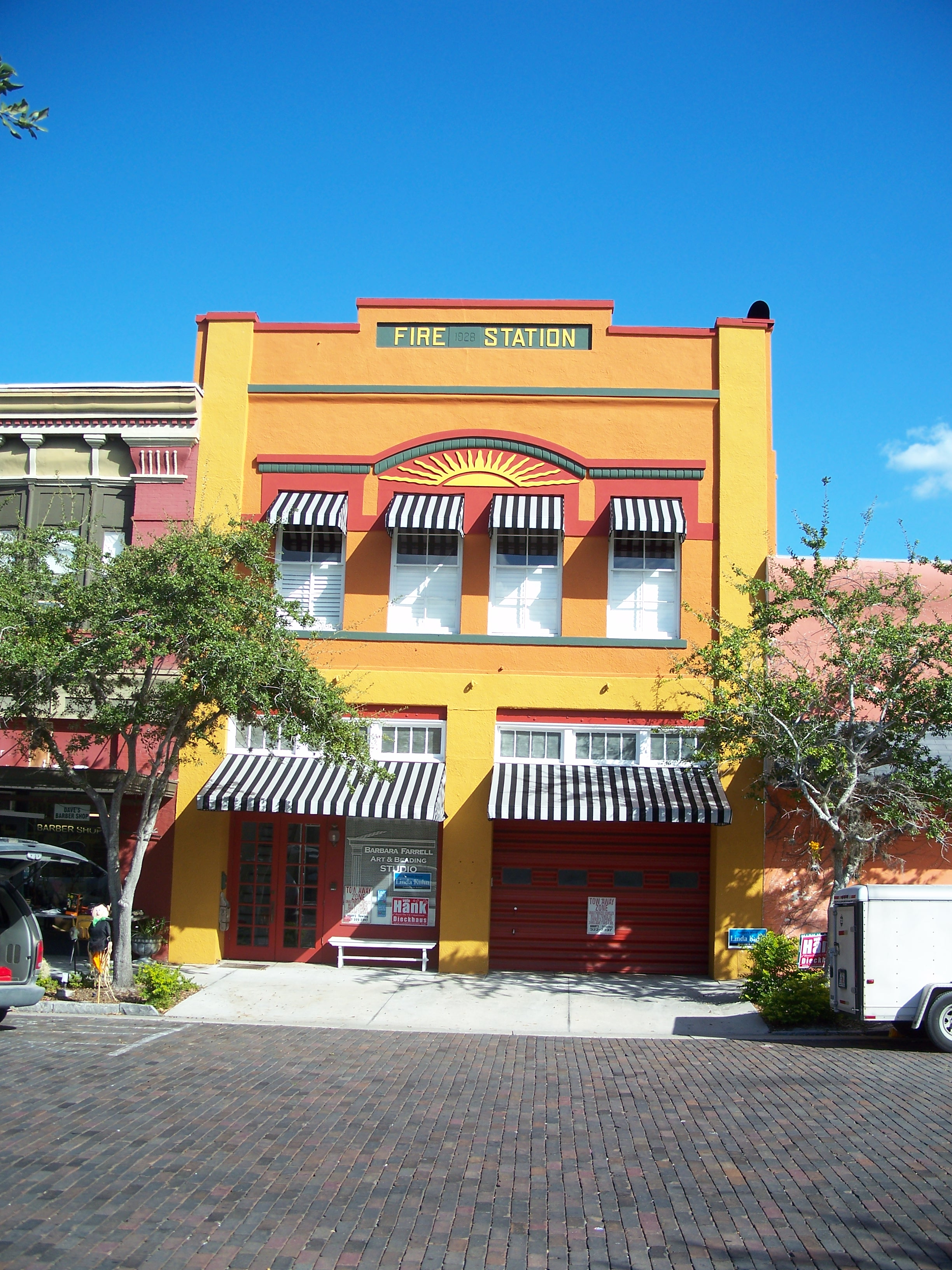
Feuerwache im Sanford Commercial District (2010). Dieser Historic District enthält 29 Contributing Properties („beitragende Objekte“). Im Juni 1976 wurde der Bezirk als erstes Objekt im County in das NRHP eingetragen.

18 Bauwerke und Historic Districts („historische Bezirke“) im Seminole County sind im National Register of Historic Places („Nationales Verzeichnis historischer Orte“; NRHP) eingetragen (Stand 21. Februar 2023), darunter zwei Kirchen, ein Hotel und ein Theater.

## Weiterführende Bildungseinrichtungen
- Seminole Community College in Lake Mary
- Seminole Community College in Oviedo
- Seminole Community College in Sanford

## Orte im Seminole County
Orte im Seminole County mit Einwohnerzahlen der Volkszählung von 2010:
Cities:
- Altamonte Springs – 41.496 Einwohner
- Casselberry – 26.241 Einwohner
- Lake Mary – 13.822 Einwohner
- Longwood – 13.657 Einwohner
- Oviedo – 33.342 Einwohner
- Sanford (County Seat) – 53.570 Einwohner
- Winter Springs – 33.282 Einwohner

Census-designated places:
- Black Hammock – 1.144 Einwohner
- Chuluota – 2.483 Einwohner
- Fern Park – 7.704 Einwohner
- Forest City – 13.854 Einwohner
- Geneva – 2.940 Einwohner
- Goldenrod – 12.039 Einwohner
- Heathrow – 5.896 Einwohner
- Midway – 1.705 Einwohner
- Wekiva Springs – 21.998 Einwohner